# Красный Октябрь (Московская область)
Красный Октябрь — посёлок сельского типа в Одинцовском районе Московской области, входит в городское поселение Одинцово, население 2 человека на 2006 год. До 2006 года посёлок входил в состав Юдинского сельского округа.
Расположен на западной окраине Одинцова, примыкает к западной промзоне города, высота центра над уровнем моря 184 м
Возник сравнительно недавно, как дачный посёлок, на 1989 год числилось 5 хозяйств и 8 жителей.

## Население
| 2002 | 2006 | 2010 |
| ---- | ---- | ---- |
| 2    | →2   | ↘1   |